# Станиславка (Тульчинский район)
Станиславка (укр. Станіславка) — село на Украине, находится в Тульчинском районе Винницкой области.
Код КОАТУУ — 0524387202. Население по переписи 2001 года составляет 170 человек. Почтовый индекс — 23620. Телефонный код — 4335. Занимает площадь 0,933 км².

## Адрес местного совета
23620, Винницкая область, Тульчинский р-н, с. Юрковка, ул. 50-летия Октября, 50